# Нава (Империја)
Нава је насеље у Италији у округу Империја, региону Лигурија.
Према процени из 2011. у насељу је живело 77 становника. Насеље се налази на надморској висини од 892 м.